# Željezno Polje
Željezno Polje (en cyrillique : Жељезно Поље) est une localité de Bosnie-Herzégovine. Elle est située dans la municipalité de Žepče, dans le canton de Zenica-Doboj et dans la fédération de Bosnie-et-Herzégovine. Selon les premiers résultats du recensement bosnien de 2013, elle compte 4 845 habitants.

## Démographie

### Évolution historique de la population dans la localité
| 1948 | 1953 | 1961  | 1971  | 1981  | 1991  | 2013  |
| ---- | ---- | ----- | ----- | ----- | ----- | ----- |
| -    | -    | 2 369 | 2 997 | 3 877 | 4 384 | 4 845 |

|  |